# Ленгер
Ленге́р (каз. Ленгір) — місто, центр Толебійського району Туркестанської області Казахстану. Адміністративний центр та єдиний населений пункт Ленгерської міської адміністрації.
Місто розташоване в передгір'ях Угамського хребта. Кінцева станція залізничної гілки від Шимкента.
Назва походить від перського слова «Лянгар», що означає в перекладі на українську мову «піднос, виїмка». Раніше в Ленгері працювали великі вугільні шахти, у яких видобували буре вугілля. Вугільні терикони існують і сьогодні. На центральній площі Ленгера встановлений пам'ятник Толе Бі, на честь якого і названо Толебійський район, центром якого є Ленгер.
Населення — 32622 особи (2021; 24642 у 2009, 22038 у 1999, 21716 у 1989).